# Schloss Au vorm Wald

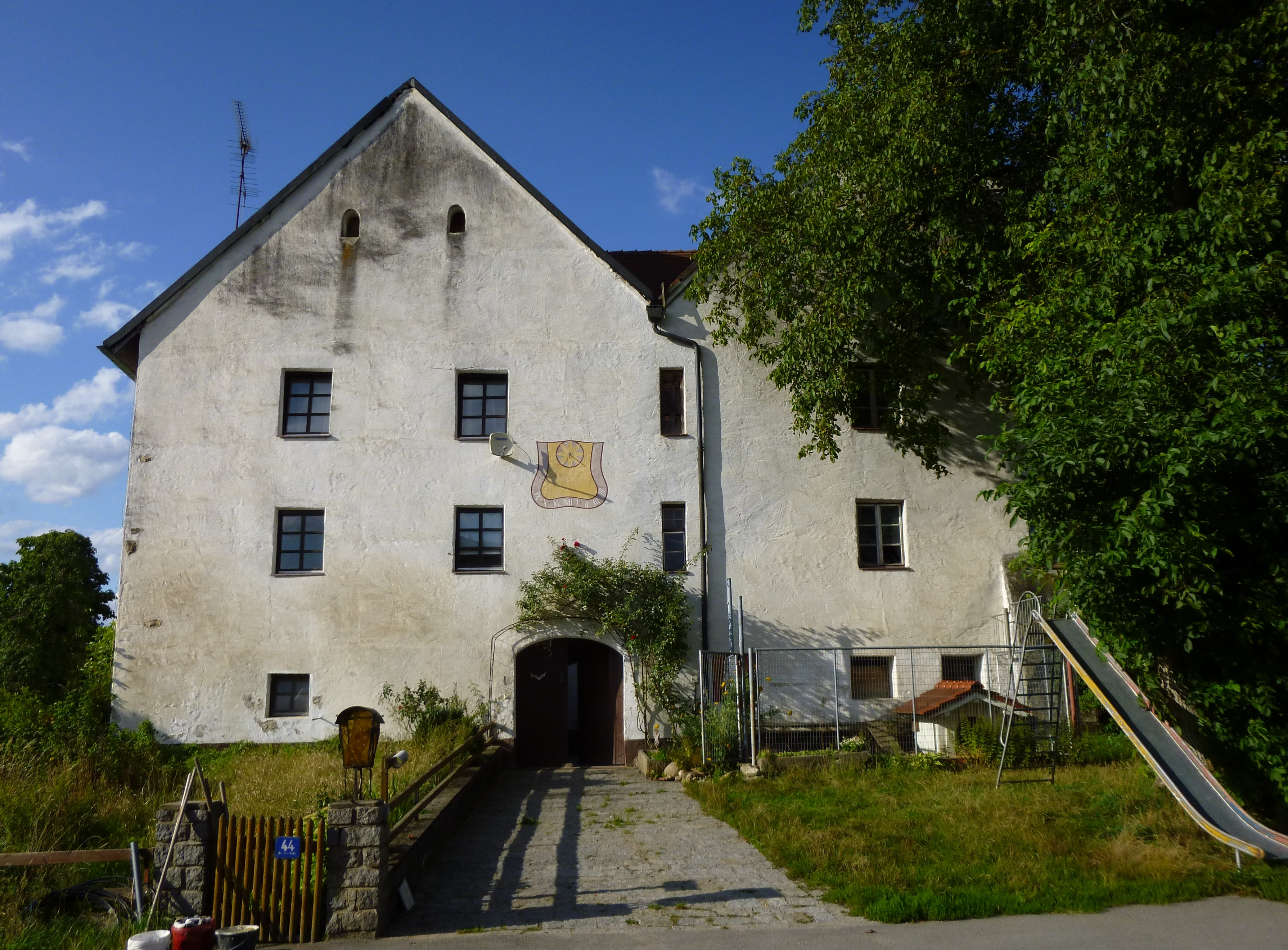
Schloss Au vorm Wald (2014)

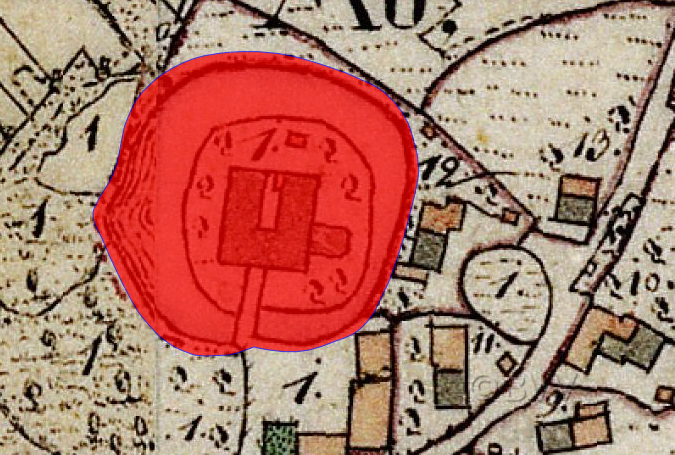
Lageplan von Schloss Au vorm Wald auf dem Urkataster von Bayern

Das Schloss Au vorm Wald liegt im gleichnamigen Gemeindeteil der niederbayerischen Gemeinde Hunderdorf im Landkreis Straubing-Bogen (Au vorm Wald 44). Es ist unter der Aktennummer D-2-78-139-6 als denkmalgeschütztes Baudenkmal verzeichnet. Die Anlage wird ferner als Bodendenkmal unter der Aktennummer D-2-7042-0023 mit der Beschreibung „untertägige mittelalterliche und frühneuzeitliche Teile von Schloss Au mit der Schlosskapelle St. Valentin, darunter Spuren von Vorgängerbauten und der verfüllte Wassergraben“ geführt.

## Geschichte

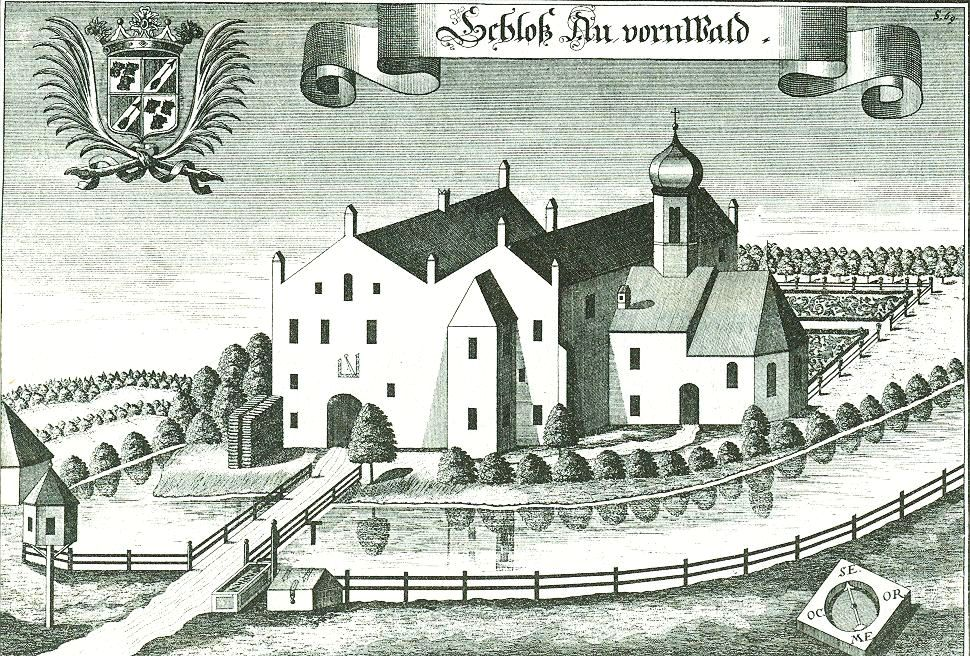
Schloss Au vorm Wald nach einem Stich von Michael Wening von 1721

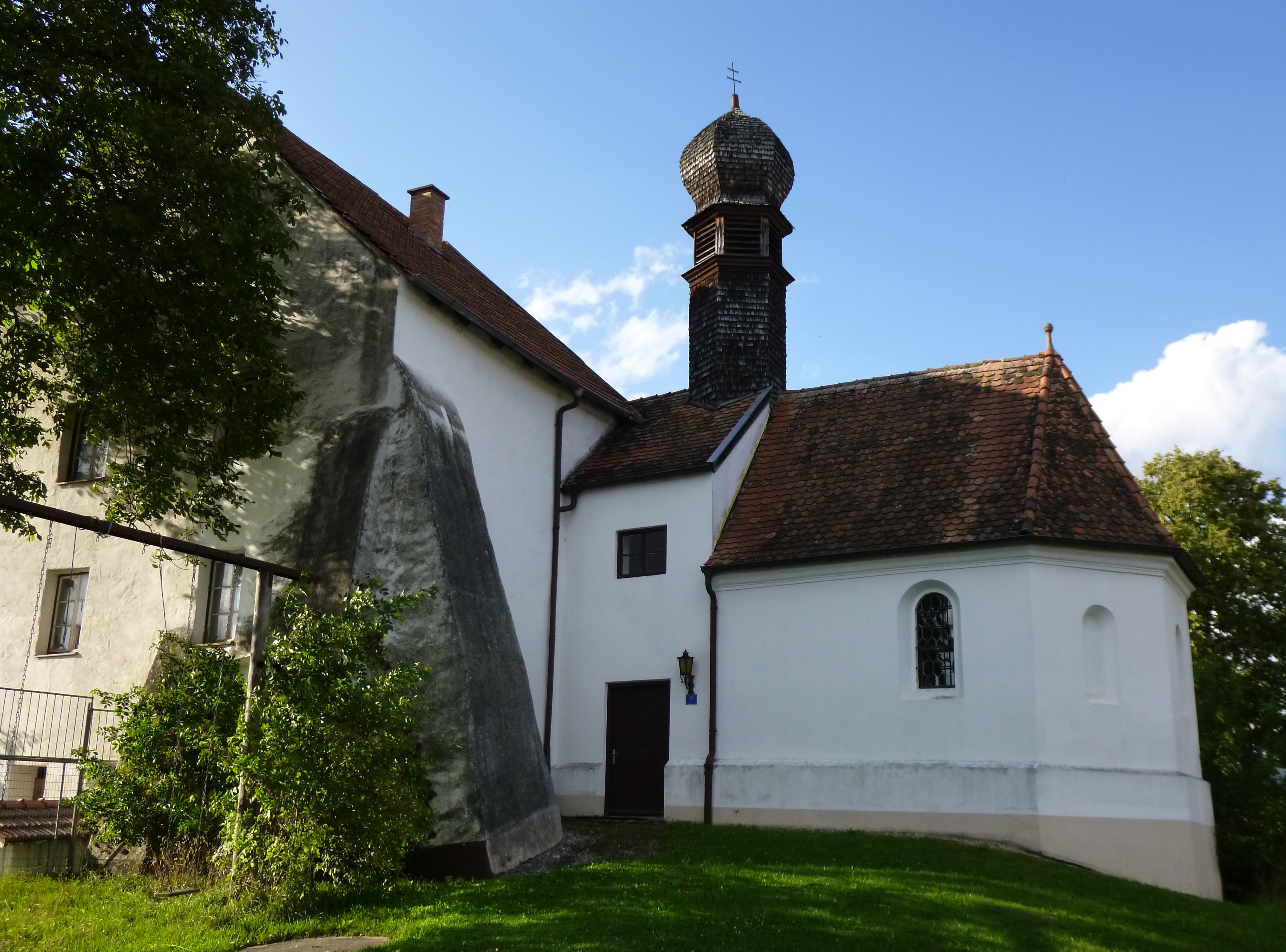
Schlosskapelle St. Valentin von Schloss Au vorm Wald

Der urkundlich nachweisbare erste Besitzer von Au ist Berthold der Steinberger, der 1325 dem Kloster Oberalteich ein Seelgeld versprach, das auch für seinen Vetter gleichen Namens von Steinburg und für seinen Bruder Heinrich bestimmt war. Nach dem Ableben Berthold Steinbergers von Au wurde 1336 auch eine Seelgerätstiftung von ihm an das Kloster Windberg beurkundet. Danach tritt Bertholds Schwiegersohn, der herzögliche Hofmeister Ulrich Leubolfinger, als Herr von Au auf. Von 1381 bis 1419 erscheint ein Hartwig Leubolfinger von Au, der auch als Besitzer eines Weingartens zu Tiefenthal genannt wird. Ab 1433 finden wir urkundliche Zeugnisse für einen jüngeren Ulrich Leubolfinger zu Au. Dieser verkaufte 1444 eine Wiese an das Kloster Oberalteich. 1398 tritt ein Hanns von Au und 1425 ein Jakob von Au auf, allerdings ist umstritten, ob diese eine Beziehung zu Au vorm Wald haben. Seit 1464 ist Hartmann Leubolfinger zu Au bezeugt. Er und seine Gemahlin Beatrix hatten sieben Tagwerk Wiese, genannt die Breitwiese auf der Bogen bei Gaishausen, besessen und diese 1476 an das Spital zu Straubing verkauft.
Um 1485 erscheint als Herr von Au ein Wilhelm Heuraus, der Kastner zu Viechtach und dann Landrichter zu Mitterfels war. Dessen Schwester Elsbeth hat den Hanns Hofer zum Lobenstein geheiratet. Ab 1507 tritt Georg Heuraus zu Au urkundlich auf; dieser war ebenfalls Landrichter und Pfleger auf Burg Mitterfels und erscheint 1530 in Au als Hofmarksbesitzer. In der Hofmarksbeschreibung von 1606 wird Au als beschlossene Hofmark bezeichnet.
Danach kam Au an das Geschlecht der Ammon (Amann) und blieb bis in das 18. Jahrhundert im Besitz der Herren von Ammon. Johann Georg Ammon heiratete die Besitzerin der Hofmark Rattiszell, die Anna Cordula von Liebenzau. Er nannte sich danach zu Au und Rattiszell. 1618 heiratete Georg Viktor Ammon die Katharina Eisengrain auf Schloss Herrnfehlburg und Irschenbach. So kamen auch diese beiden Hofmarken an die Ammons. Georg Viktor Ammon erscheint nach einem Wolf Ammon 1628 in der Landtafel als Herr von Au. Georg Viktor hatte zwei Söhne und eine Tochter. Letztere, Maria Katharina von Ammon, heiratete 1638 Johann Ludwig Wöhrner zu Gossersdorf. Von den zwei Söhnen des Georg Viktor Ammon erhielt Ferdinand Franz die Hofmark Au († 25. März 1665); seine Grabplatte befindet sich an der Nordwand der Pfarrkirche von Hunderdorf. Der andere Sohn Ignaz Viktor von Ammon bekam Herrnfehlburg, Irschenbach und Rattiszell († 1681); er heiratete 1640 Eva Elisabeth von Köck zu Lohaim und Prunn. 1681 erlegte Johann Wilhelm Ammon von und zu Au die Rittersteuer. Er stirbt 1709 als letzter der Ammon auf Au vorm Wald. Nach ihm kam Johann Joseph Freiherr von Schrenk-Notzing auf Adlhausen, der Maria Esther Genoveva Ammonin († 1727), die Schwester des Johann Wilhelm geheiratet hatte, in den Besitz von Au vorm Wald.
Auf ihn folgte 1763 Freiherr Johann Zacharias Voith von Voithenberg auf Herzogau und Au, Regierungsrat in Straubing († 1808 im 86. Lebensjahr). 1818 starb der Freiherr Johann Baptist von Schleich von Schönstett und Stephanskirchen, gewester Oberleutnant und Gutsbesitzer von Au. 1841 wird als Inhaber des Schlossgutes ein Apotheker namens Vogt genannt.
Aus der Hofmark entstand 1818 die patrimonialgerichtische Gemeinde Au, die Patrimonialgerichtsbarkeit der Hofmark war damals bereits an das Landgericht Mitterfels übergegangen. Bis 1946 war Au vorm Wald eine eigenständige Gemeinde im Landkreis Bogen mit den Ortsteilen Au vorm Wald, Brandstatt, Etz, Hasenquanten und Schafberg, dann gehörte Au zur Gemeinde Steinburg; diese wurde im Zuge der Gebietsreform zum 30. April 1978 aufgelöst und in die Gemeinde Hunderdorf eingegliedert.
Ein Teil des ehemaligen Schlossgebäudes von Au wurde als Bauernhof genutzt. Am 17. Mai 1834 kaufte die Gemeinde Steinburg den linken Teil des Schlosses zur Errichtung einer Schule, in der bis zum Jahre 1959 unterrichtet wurde.

## Schloss Au vorm Wald einst und jetzt
Das Schloss ist eines der wenigen fast vollständig erhaltenen Weiherhäuser in dieser Gegend. Die Anlage stammt aus dem 16. bzw. 17. Jahrhundert und ist ein Spätrenaissancebau mit zwei parallelen Flügeln. Auf dem Stich von Michael Wening von 1721 ist das Wasserschloss mit angebauter Kapelle gut erkennbar. Eine einfache Holzbrücke führte über den Wassergraben zu einem Eingangstor, darüber ist eine Sonnenuhr angebracht. Diese Durchfahrt von Süden zum Hof ist heute noch erhalten. Hinter dem Schloss dehnte sich eine Gartenanlage aus.
Eine spätgotische, barockisierte Schlosskapelle St. Valentin ist am Ostflügel der Anlage angebaut.